# Sitticus tannuolana
Sitticus tannuolana är en spindelart som beskrevs av Dmitri Viktorovich Logunov 1991. Sitticus tannuolana ingår i släktet Sitticus och familjen hoppspindlar. Inga underarter finns listade i Catalogue of Life.